# Zoltán Sztanity
Zoltan Sztanity (né le 1er février 1954 à Győr) est un kayakiste hongrois qui a concouru dans les années 1970. Participant aux Jeux olympiques d'été de 1976, il y remporte la médaille d'argent.
Aux Championnats du monde, elle remporte deux médailles.

## Palmarès

### Jeux olympiques
- Jeux olympiques de 1976  à Montréal,  Canada
  -  Médaille d'argent en K-1 500 m[1]

### Championnats du monde
- Championnats du monde de course en ligne de canoë-kayak de 1975 à Belgrade :
  -  Médaille d'or en K-1 4x500 m

- Championnats du monde de course en ligne de canoë-kayak de 1977 à Sofia :
  -  Médaille de bronze en K-1 500 m